# Didaktik der Philosophie
Didaktik der Philosophie ist die Fachdidaktik von Philosophie. Gegenstand der Didaktik der Philosophie ist der Philosophieunterricht. Die Didaktik kann sowohl auf Kinder und Jugendliche als auch auf Erwachsene ausgerichtet sein. Die Ausrichtung auf Kinder nennt man Philosophieren mit Kindern.

## Philosophiedidaktik
Philosophiedidaktik ist „ein sehr alter Teil der Philosophie, aber eine vergleichsweise junge akademische Disziplin“. Das bewusste Arrangieren und systematische Reflektieren von Lernobjekten, Lernsubjekten und Lernprozesse ist bereits in den sokratischen Dialogen dokumentiert und hat sich von dort bis in die Gegenwart weiterentwickelt. Ein grundsätzlicher Gegensatz zwischen einer eher induktiven, auf Selbstdenken ausgerichteten und einer eher deduktiv, auf Nachvollzug ausgerichteten Konzeption wird oftmals an Kant und Hegel verdeutlicht. Für die Philosophiedidaktik der Gegenwart war die Martens-Rehfus-Debatte prägend, in der erneut um den Stellenwert von Selbstdenken, Dialog und Lebensweltbezug im Verhältnis zu Traditionsbeständen, Nachvollzug und Kanon gestritten wurde. Seit einigen Jahrzehnten ist ein rasches Wachstum der Philosophiedidaktik zu verzeichnen. Neue Unterrichtsfächer wurden eingerichtet, Schulversuche durchgeführt und zusätzliche Professuren für Fachdidaktik etabliert. Das Spektrum der Themen, Forschungsmethoden und Aufgabengebiete wurde stetig erweitert. Nach Markus Tiedemann ist die Philosophiedidaktik heute eine theoretisch-konzeptionelle, eine methodisch-praktische und eine empirisch-kritische Wissenschaft. Sie betreibt klassische Theorie der philosophischen Bildung, praktisch-methodische Ausbildung sowie empirische Unterrichtsforschung.  

## Dresdner Konsens
Im Oktober 2016 haben der Fachverband Philosophie e. V., der Fachverband Ethik e. V. und das Forum für Didaktik der Philosophie und Ethik in einer gemeinsamen Erklärung einen Minimalkonsens über die Ziele und Prinzipien des Philosophie- und Ethikunterrichts formuliert. Die vier Hauptaspekte sind: 1. Stärkung der Urteilskraft 2. Gebot der Kontroversität 3. Gebot weltanschaulicher und religiöser Neutralität 4. Bewusstsein für Suggestivität.

## Philosophieunterricht
Gegenstand der Philosophiedidaktik ist der Philosophieunterricht, d. h. das Lehren und Lernen von Philosophie. Philosophie kann als Philosophieren mit Kindern im Kindergarten und in der Grundschule unterrichtet werden. Im Gymnasium ist Philosophie in vielen Ländern ein obligatorisches Schulfach oder ein Wahlpflichtfach. In Deutschland und Österreich ist Philosophie oder Ethik ein Ersatzfach für den Religionsunterricht. Philosophie wird an Hochschulen und Universitäten gelehrt.

## Aufgaben der Fachdidaktik
Die Fachdidaktik unterscheidet sich von der allgemeinen Didaktik in ihrem unterschiedlich weiten Umfang. In der Beantwortung didaktischer Fragen in der Fachdidaktik müssen die Bedingungen des Fachs mitberücksichtigt werden. Laut Hans Glöckel lassen sich die Aufgaben der Fachdidaktik wie folgt bestimmen: Sie
- beschreibt den historischen Gang ihres Faches,
- erforscht, reflektiert und begründet alle Aspekte des Unterrichts im jeweiligen Fach,
- erkundet den tatsächlich stattfindenden Unterricht und seine Ergebnisse,
- führt in die Praxis des Unterrichtens ein und
- entwickelt und überprüft in der Praxis Unterrichtsmodelle.[7]

Jonas Pfister unterscheidet begriffliche, normative, deskriptive und historisch-deskriptive Fragen der Fachdidaktik und unter den normativen die folgenden vier:
- Begründungsfrage: Wozu soll gelehrt und gelernt werden?
- Inhaltsfrage: Was soll gelehrt und gelernt werden?
- Methodenfrage: Wie soll gelehrt und gelernt werden?
- Prüfungsmethodenfrage: Wie soll geprüft werden, ob das Gelehrte gelernt wurde?[8]

Versuche, möglichst umfassend diese Fragen zu beantworten, können als fachdidaktische Ansätze bezeichnet werden.

## Fachdidaktische Ansätze
In der deutschsprachigen Fachdidaktik lassen sich zwei Grundpositionen unterscheiden, der dialogisch-pragmatische und der bildungstheoretisch-identitätstheoretische Ansatz. Daneben gibt es alternative Ansätze.

### Der dialogisch-pragmatische Ansatz
Der kommunikations- und praxisorientierte Ansatz stellt das Philosophieren in den Mittelpunkt, das er als eine grundlegende Kulturtechnik begreift. Bedeutendster Vertreter dieses Ansatzes ist Ekkehard Martens. Martens bezeichnet Philosophieren als Kulturtechnik, welche infolgedessen gleichgesetzt wird mit Lesen, Schreiben und Rechnen. Mit Kulturtechnik ist keine instrumentelle Fähigkeit gemeint, wobei Verfahren der Logik durchaus dieser Güte sind. Sie kann gelehrt und gelernt werden. Philosophieren umschließt Fähigkeiten der Reflexivität, Rechtfertigung und Urteilsfällung. Philosophieren als Kulturtechnik ist insofern notwendig unterrichtet zu werden.
Der Ansatz basiert zunächst auf dem „Dialogprinzip“. Dieses besagt, dass Philosophieunterricht grundsätzlich im Dialog stattfinden muss. Mit dem Dialogprinzip werden Inhalte bearbeitet, die handlungsorientierte Probleme der heutigen Zeit betreffen, auch Probleme von Schülerinnen und Schülern. Martens sieht drei mögliche Dialogarten:
1. das „offene Unterrichtsgespräch zur Klärung der eigenen Interessen und Vormeinungen“
2. das „Hinzuziehen von Dialogpartnern durch Zuhören bzw. Lesen von Texten“
3. die „Realisierung des dabei erhaltenen Dialogangebots durch Rückfragen, Reformulierung und Problematisierung“.[13]

### Der bildungstheoretisch-identitätstheoretische Ansatz
Der eher textorientierte Ansatz stellt das „Nach-Denken“ und Kennen der Tradition in den Mittelpunkt. Begründer dieses Ansatzes ist der Düsseldorfer Lehrer Wulff Rehfus. Er schreibt dazu: „Im Philosophieunterricht geht es darum, den Schüler hinzuführen zu den überkommenen und gegenwärtigen Problemstellungen und -lösungen der Philosophie, zu den Methoden des Philosophierens (wie zum Beispiel transzendentale, dialektische, hermeneutische usf.) und schließlich zu den Wegen, sich philosophische Schriften philosophisch erschließen zu können. „Hinführung“ ist also kein Heruntertransformieren der großen Denker auf Schülerniveau, umgekehrt kommt es vielmehr darauf an, die Schüler zur Philosophie zu führen. Dazu eignen sich vor allem paradigmatische Autoren. Darunter sind solche zu verstehen, die eine Philosophie in ihren Grundzügen entwickelt haben, die in der Folgezeit zum Ausgangspunkt weiterer philosophischer Diskussion wurde.“

### Die dialektische Philosophiedidaktik
Die dialektische Philosophiedidaktik von Roland W. Henke ist der Versuch einer „zeitgemäße[n] Philosophiedidaktik“ (Stand: 2000) und ist „zwischen Martens und Rehfus zu positionieren“. Die Grundidee formuliert Henke wie folgt:
Wenn der Schlüsselsatz einer dialektischen Philosophiedidaktik stimmt, dass es gegen Philosophie (als festgefügte Ideologie oder Weltanschauung) kein anderes probates Mittel gibt als das Philosophieren, muss gerade dieses als die Kritik und Beurteilung fester philosophischer Standpunkte bei den Schülern angezettelt werden. Besonders von Hegel lässt sich hier lernen, dass das Denken nicht bei seiner eindeutigen Fixierung stehen bleiben kann und darf. Die Kritik, ja die Zersetzung und die daraus oftmals erwachsende Verwerfung festgefügter Inhalte ist ihm inhärent, und sie stellt zugleich die Bedingung des Aufbaus einer vernunftgeleiteten eigenständigen Urteilskompetenz dar, die in einer pluralistischen Gesellschaft mit divergierenden Sinnangeboten allenthalben nötig ist.
Als Mittel gegen die Gefahr des Scheinwissens und des Skeptizismus schlägt Henke vor, den Unterricht auf dialektische Gedankenentwicklungen aus der Philosophiegeschichte auszurichten und das eigenständige Denken der Schülerinnen und Schüler darin einzubinden.

### Kompetenzorientierte Ansätze
Es gibt verschiedene Ansätze, welche den Philosophieunterricht auf philosophische Kompetenzen ausrichten. Dazu zählen:
- Der lehrtheoretische Ansatz von Karel van der Leeuw und Pieter Mostert.[18]

Im Kontext dieses Ansatzes wird philosophische Kompetenz als Vermögen bezeichnet, philosophische Probleme zu lösen.
- Der konstruktivistische Ansatz von France Rollin und Michel Tozzi.[20][21]

Nach diesem Ansatz werden drei philosophische Grundfertigkeiten als Ziel festgesetzt:
1. Aussagen, Begriffe oder Fragen zu problematisieren,
2. Begriffe und Begriffsunterscheidungen zu konzeptionalisieren,
3. rational zu argumentieren[22]

- Der aristotelische Ansatz von Nathalie Frieden.[23]
- Der Ansatz von Anita Rösch formuliert ausgehend von einer umfassenden curricularen Analyse der Lehrpläne für die Fächergruppe Ethik/Philosophie in Deutschland, ergänzt durch die empirische Befragung von Experten und eine Rekonstruktion des fachdidaktischen und fachlichen Bezugsrahmens der so ermittelten Kompetenzbereiche, ein differenziertes domänenspezifisches Kompetenzmodell.[24]
- Im deutschen Sprachraum wird auch das innerhalb des dialogisch-pragmatischen Ansatzes von Ekkehard Martens beschriebene Paradigma fünf basaler philosophischer Methoden (phänomenologische, hermeneutische, analytische, dialektische und spekulative Methode)[25] als domänenspezifisches Kompetenzmodell aufgegriffen.[26]
- Fachlich einschlägige Kompetenzmodelle werden auch in den von der Kultusministerkonferenz (KMK) beschlossenen Einheitlichen Prüfungsanforderungen in der Abiturprüfung (EPA) formuliert. In den EPA für das Fach Philosophie (Beschluss der Kultusministerkonferenz vom 1. Dezember 1989 i. d. F. vom 16. November 2006) wird das Philosophieren als übergeordnete Reflexionskompetenz, auf die das Fach zielt, mittels dreier untergeordneter Kompetenzbereiche (Wahrnehmungs- und Deutungskompetenz, Argumentations- und Urteilskompetenz und Darstellungskompetenz) beschrieben. In diesen Kompetenzbereichen sollen unterschiedliche philosophische Reflexionsmethoden (z. B. sprachanalytische, hermeneutische, phänomenologische oder dialektische Methode) zur Anwendung kommen. Daneben wird der Prozess der kompetenzorientierten Aufgabenbearbeitung idealtypisch in die Phasen „Problemerfassung“, „Problembearbeitung“ und „Problemverortung“ differenziert.[27] In den EPA für das Fach Ethik (Beschluss der Kultusministerkonferenz vom 1. Dezember 1989 i. d. F. vom 16. November 2006) wird kein domänenspezifisches Kompetenzmodell entwickelt. Stattdessen werden die im Fach vermittelten Fähigkeiten der ethischen Reflexion hinsichtlich ihres Beitrags zur Entwicklung allgemeiner Kompetenzen beschrieben (Selbst- und Sozialkompetenzen, Sach- und Methodenkompetenzen).[28]

### Die problemorientierte Philosophiedidaktik
Dieser Ansatz wird von seinem Hauptvertreter, Markus Tiedemann, als Akzentuierung der Kulturtechnikthese von Ekkehard Martens verstanden. Auf der theoretisch-konzeptionellen Ebene wird Problemorientierung als philosophische Immanenz, als historische Notwendigkeit und als philosophiedidaktische Konsequenz beschrieben. Zentrale Forderung ist die Entwicklung von Leitfragen zu deren Ableitung ein Kaffee-Filter-Modell vorgeschlagen wird. Leitfragen dienen dazu, das intrinsisch-philosophische Erkenntnisinteresse der Schülerinnen und Schüler zu artikulieren. Zudem geht es um die didaktische Rechtfertigung der Unterrichtsgegenstände, deren Eignung an ihrem Beitrag zur Problemlösung und nicht an ihrem kulturhistorischen Stellenwert gemessen wird.

### Die systemisch-historische Philosophiedidaktik
Die „systemisch-historische Philosophiedidaktik“ von Matthias Bublitz. Dieser Ansatz sieht die Aufgabe der Philosophiedidaktik darin, die Schüler im Umgang mit gedanklichen Systemen, Ideologien und Denkmodellen zu schulen. Z. B. Empirismus, Idealismus, Anarchismus, Solipsismus – diese „-ismen“ sollen Gegenstand des Unterrichts sein. Dabei soll auch vermittelt werden, dass man „-ismen“ durchaus kritisch sehen muss, da jedes gedankliche System zu Einseitigkeiten neigt und die Gefahr von Übersteigerung besteht. Auf der anderen Seite soll aber auch ein Abgleiten in den bloßen Pragmatismus vermieden werden. Die Schüler sollen auch ermuntert werden, sich auf kritische Weise zu „-ismen“ zu bekennen. Dieser Ansatz, der 2006 von Matthias Bublitz unter dem Begriff „systemisch-historische Philosophiedidaktik“ veröffentlicht wurde, grenzt sich zur praxisbezogenen Kommunikationsdidaktik ab, der er Oberflächlichkeit und Entsystematisierung des Denkens vorwirft. Er wendet sich aber auch gegen eine einseitige Betonung der Textanalyse und tritt für knappe und verständliche Einführungstexte in populärer Wissenschaftssprache ein.

### Die wissenschaftsorientierte Philosophiedidaktik
Der wissenschaftsorientierte Ansatz von Bettina Bussmann betont die Integration wissenschaftlicher Erkenntnisse für philosophische Bildungsprozesse. Wissenschaftsbasierung bedeutet nicht Reduktion aller Lebensprobleme auf Wissenschaft. Ist der Philosophieunterricht dem Ideal der Aufklärung verpflichtet, dann bewegt er sich in einem Reflexionsprozess aus philosophischen, lebensweltlichen und wissenschaftlichen Fragestellungen. Im Philosophiedidaktischen Dreieck von Lebenswelt, Wissenschaft und Philosophie kommt der Reflexionswissenschaft eine Brückenfunktion zu, indem sie die Spannungen des Verhältnisses von Lebenswelt und Wissenschaft aushalten, analysieren und in verständliche Sprache übersetzen muss und dabei auf die Methoden und Theorien der Philosophie zurückgreift. Philosophiedidaktik benötigt eine metaphilosophische Fundierung, die mit dem philosophiedidaktischen Dreieck gegeben ist. „Eine metaphilosophische Fundierung sollte sich nicht nur auf die internen Bezüge verschiedener Philosophinnen und Philosophen sowie philosophischer Fragestellungen untereinander beziehen, sondern muss darüber hinaus grundsätzlich die Bedeutung der Philosophie im Netz anderer Wissenschaften angeben, und dies im Lichte ihrer lebensweltlichen Relevanz.“
Folgende Maxime kann für ein wissenschaftsorientiertes Philosophieren leitend sein:
Philosophiere stets so, dass du dich fragst, welches grundsätzliche Problem erkannt und erklärt werden soll. Dieses Problem sollte
1. In unserer heutigen und zukünftigen Welt eine Rolle spielen,
2. Mit Hilfe der Philosophie und
3. – wo notwendig – mit Hilfe der empirischen Wissenschaften beantwortet und geklärt werden.
Wissenschaftsorientiertes Philosophieren sollte bereits in den unteren Schulstufen beginnen, um wesentliche Kompetenzen für komplexe Probleme einer wissenschaftlichen Welt erlernen zu können.

### Weitere Ansätze
- Die gymnasiale Philosophiedidaktik von Hegel.[33]
- Der philosophiedaktische Ansatz von Josef Schmucker-Hartmann.[34]
- Der philosophiedaktische Ansatz von Johannes Rohbeck versucht zwischen akademischer Philosophie und schulischer Unterrichtspraxis zu vermitteln. Er transformiert didaktische Potenziale der Philosophie in philosophische Kompetenzen, die von Schülern erworben werden können.[35]
- Im Problemorientierten Philosophieunterricht geht es vor allem um eine gezielte Problemstellung, die durch eine Hinführungsphase den Schülern so einsichtig gemacht wurde, dass sie in einer intuitiven-selbstgesteuerten Lernphase eigene Lösungen entwickeln können. Diese können sie in einer angeleitet-kontrollierten Phase mit den Lösungen aus Texten alter und neuer Philosophen vergleichen. Die so gewonnenen Ergebnisse werden festgehalten und können auf andere Probleme übertragen werden (vgl. Bonbonmodell im Artikel Lernphasen).[36]

## Legitimation
Um die Frage „Wozu soll das Fach Philosophie unterrichtet werden?“ zu beantworten, wurden mehrere Begründungslinien eröffnet.
Grundlegend beantwortet Jonas Pfister diese Frage damit, dass Philosophie gelehrt werden soll, damit Philosophie gelernt werden soll. Er verweist an dieser Stelle auf die grundsätzliche Frage, warum man philosophieren soll. In der Schule wird Philosophie unterrichtet, um Schülerinnen und Schüler aus der Unmündigkeit zu entkommen und eigenständiges Denken zu entwickeln. Problematisch ist, dass auch andere Fächer diese Begründung beanspruchen könnten.
Nach Ekkehard Martens sollte Philosophie unterrichtet werden, weil Philosophieren elementare Kulturtechnik und Bildungsprinzip sei. Er formulierte dafür folgenden (unvollständigen) Syllogismus:
(a) Wenn Reflexionsfähigkeit und Persönlichkeitsbildung in der Schule sein sollen (normative Prämisse) und
(b) wenn Philosophieren als Kulturtechnik hierfür tatsächlich ein wirksames Mittel ist (deskriptive Prämisse), soll Philosophieren in der Schule unterrichtet werden.

## Unterrichtsmethoden
In der allgemeinen Didaktik werden Unterrichtsmethoden nach der Sozialform (Klassenunterricht, Einzelarbeit, Partnerarbeit, Gruppenarbeit) und nach der Arbeitsform unterschieden. Es gibt eine Vielzahl von Unterrichtsmethoden für den Philosophieunterricht. Man kann allgemein unterscheiden, ob sich die Methoden auf das Lesen und Interpretieren von Texten bezieht (textgebundener Unterricht) oder nicht (textfreier Unterricht).

### Textfreier Unterricht
Der textfreie Unterricht besteht in der Regel in einem philosophischen Gespräch. Man kann verschiedene Gesprächsformen unterscheiden.

#### Sokratische Methode
Im Sokratischen Dialog wird in Anlehnung an Sokrates’ mäeutische Methode versucht, Philosophie im Sinne des Selbstentdeckens von Wahrheit zu vermitteln. Im Gespräch werden Aporien, Widersprüche, Brüche in der Argumentation aufgezeigt, die wiederum als Ansatz für weitere Erforschung von Sachverhalten dienen.

#### Philosophie im Streitgespräch
Das Streitgespräch ist eine Form der intensiven Diskussion philosophischer Positionen. Es gibt verschiedene Formen, wie z. B. die Disputation, die nach verschiedenen Regeln durchgeführt werden. Der Unterschied zwischen Diskussion und Philosophieren liegt im Begründen der Gründe auf Metaebene. Eine Diskussion ist dann erfolgreich, wenn die Mitglieder der Diskussion ihre Meinungen begründen, wenn sie argumentieren. Philosophisch wird die Diskussion, sobald die Begründungen auf Metaebene bewertet und analysiert werden.

#### Dilemma-Diskussion
Die Diskussion über ethische Dilemma-Situationen kann die moralische Urteilsfähigkeit verbessern. Diese Methode ist besonders von Georg Lind in der Konstanzer Methode der Dilemma-Diskussion (KMDD) verfeinert worden. Sowohl für den Philosophie- als auch für den Ethikunterricht werden Dilemmata gerne herangezogen.

### Textgebundener Unterricht
Im textgebundenen Unterricht steht das Analysieren von Texten im Vordergrund. Zur Textanalyse gehört das genaue Lesen, die Strukturierung des Textes, das Herausarbeiten der Hauptthesen sowie das Rekonstruieren von Argumenten.

### Schreiben philosophischer Texte
Zum Schreiben philosophischer Texte im Unterricht gehört das Schreiben von Diskussionsprotokollen, Kommentaren und Stellungnahmen, Dialogen, Briefen und Essays.

### Alternative Methoden

#### Rollenspiel
Im Rollenspielen versuchen die Teilnehmer eine Situation zu spielen und fühlen sich dadurch in ihre Rolle ein.

#### Texttheater
Im Texttheater sollen die Schauspieler einen vorliegenden Text interpretieren und ihre eigene Meinung durch die Inszenierung deutlich machen.

#### Philosophie im Film
Ausgangspunkt einer Diskussion kann die Bearbeitung einer philosophischen Frage in einem Film sein. Als Filme im Unterricht eignen sich zum Beispiel Matrix und Memento.
Literarische Texte als Hinführung
„Um in einem so vielschichtigen Medium wie einem literarischen Text unter allen möglichen Fragen, die man an diesen stellen kann, eine zu finden, die ein wirkliches Problem enthält, das einen ergiebigen philosophischen Lernprozess verspricht, gilt es, genau die Szene, die Formulierung oder das Stichwort zu finden, welches das philosophische Problem in nuce enthält. Umgekehrt muss der philosophische Text, der erarbeitet werden soll, genau auf das Problem eingehen, das den Schülern mit der Hinführung durch den literarischen Text bewusst geworden ist, damit ihnen durch die eigenständige Arbeit an diesem Problem in der selbstgesteuert-intuitiven Lernphase das Verständnis des philosophischen Textes auch wirklich erleichtert wird.“

## Kompetenzbereiche
Man kann das Ziel des Philosophieunterrichts unter anderem damit bestimmen, dass man die Kompetenzen angibt, die im Unterricht erworben werden sollen. Dazu gibt es verschiedene Ansichten.
Laut Michel Tozzi sind dies die drei Grundfertigkeiten, Aussagen, Begriffe oder Fragen zu problematisieren, Begriffe und begriffliche Unterscheidungen zu konzeptualisieren und rational zu argumentieren.
Laut Karel van der Leuuw und Pieter Mostert kann die Fachkompetenz analysiert werden als die „Erkenntnis eines zusammenhängenden begrifflichen Instrumentariums“.
Laut Anita Rösch sind es für die Sekundarstufe insgesamt 16 Kompetenzen:
- Wahrnehmen und Verstehen
  - Wahrnehmungskompetenz
  - Perspektivübernahme
  - Empathie
  - Interkulturelle Kompetenz

- Analysieren und Reflektieren
  - Textkompetenz
  - Sprach(analytische) Kompetenz
  - Interdisziplinäre Kompetenz
  - Reflexionskompetenz

- Argumentieren und Urteilen
  - Argumentations- und Urteilskompetenz
  - Moralische Urteilsfähigkeit
  - ethische Urteilskompetenz

- Interagieren und Sich-Mitteilen
  - Diskursfähigkeit
  - Darstellungskompetenz
  - Konfliktlösungskompetenz

- Sich-Orientieren und Handeln
  - Orientierungskompetenz
  - Handlungskompetenz[49]

## Philosophieren mit Kindern
Das Unterrichten von argumentativen und allgemein kognitiven Fähigkeiten von Kindern bezeichnet man als Philosophieren mit Kindern. Ob es sich dabei bereits um Philosophieren oder um Vorstufen davon handelt, ist eine Frage der Didaktik des Philosophierens mit Kindern. In der Didaktik des Philosophierens werden Methoden zur Anregung kreativer Gedanken, zum Ausdruck von Vorstellungen und zur Gesprächsführung mit Kindern entwickelt.

## Geschichte der Fachdidaktik
Im 18. und 19. Jahrhundert haben Immanuel Kant und Hegel wichtige Beiträge zur Fachdidaktik Philosophie geliefert. Seit Beginn des modernen Gymnasiums im 19. Jahrhundert bis zu den 1970er Jahren war die Fachdidaktik hauptsächlich geprägt von der Diskussion über die Legitimation des Fachs. In den 1970er Jahren kam es zu einer Erneuerung der Fachdidaktik, namentlich durch Wolfgang Deppe, Rudolf Lassahn, Ekkehard Martens und Wulff Rehfus.

### Philosophiedidaktik
Aktuelle Einführungen
- Volker Steenblock: Philosophische Bildung, 6. überarb. Auflage. Lit, Berlin 2012, ISBN 978-3-8258-4805-7.
- Jonas Pfister: Fachdidaktik Philosophie, 2. Auflage, UTB, Stuttgart 2014, ISBN 978-3-8252-4048-6.
- Christa Runtenberg: Philosophiedidaktik, UTB, Stuttgart 2016, ISBN 978-3825246532.
- Paul Georg Geiß: Fachdidaktik Philosophie. Kompetenzorientiertes Unterrichten und Prüfen in der gymnasialen Oberstufe, Budrich, Opladen 2017, ISBN 978-3-8474-2072-9.

Handbücher
- Wulff D. Rehfus, Horst Becker (Hrsg.): Handbuch des Philosophieunterrichts. Schwann, Düsseldorf 1986, ISBN 3-590-14447-5.
- Julian Nida-Rümelin, Irina Spiegel, Markus Tiedemann (Hrsg.): Handbuch Philosophie und Ethik. Band 1: Didaktik und Methodik; Band 2: Disziplinen und Themen, UTB, Stuttgart 2015, ISBN 978-3-8252-8629-3.
- Jonas Pfister, Peter Zimmermann (Hrsg.): Neues Handbuch des Philosophieunterrichts. UTB, Stuttgart 2016, ISBN 978-3-8252-4514-6.
- Philipp Richter (Hrsg.): Professionell Ethik und Philosophie unterrichten. Ein Arbeitsbuch. Kohlhammer, Stuttgart 2016, ISBN 978-3-1703-1141-1.
- Martina Peters, Jörg Peters: Moderne Philosophiedidaktik. Basistexte. Meiner, Hamburg 2019, ISBN 978-3-7873-4559-5

Vertiefende Literatur
- Matthias Bublitz: Essay zu einer systemisch-historischen Philosophiedidaktik. Edition Octopus, Münster 2006, ISBN 3-86582-314-9.
- Martin Euringer: Vernunft und Argumentation. Metatheoretische Analysen zur Fachdidaktik Philosophie. Wissenschaftliche Buchgesellschaft, Darmstadt 2008.
- Dietmar Hübner: Zehn Gebote für das philosophische Schreiben. Vandenhoeck & Ruprecht, Göttingen 2012 in UTB, Stuttgart 2012, ISBN 978-3-8252-3642-7.
- Arnold K. D. Lorenzen: Philosophie in der Erwachsenenbildung. Untersuchungen zur Legitimationsgeschichte und Ansätze zu einem Konzept exoterisch-lebensorientierten Philosophierens. Göttinger Beiträge zur Universitären Erwachsenenbildung, Heft 8/1986, 2. Auflage. 1987, Georg-August-Universität Göttingen, Zentralstelle für Weiterbildung.
- Ekkehard Martens, Herbert Schnädelbach (Hrsg.): Philosophie. Ein Grundkurs. 2 Bände, 7. überarb. Auflage. Rowohlt, Reinbek 2003, ISBN 3-499-55457-7.
- Ekkehard Martens: Einführung in die Didaktik der Philosophie. Wiss. Buchgesellschaft, Darmstadt 1983, ISBN 3-534-08543-4.
- Ekkehard Martens: Methodik des Ethik- und Philosophieunterrichts. Siebert, Hannover 2003. (5. Auflage 2010)
- Wulff Rehfus: Der Philosophieunterricht. Kritik der Kommunikationsdidaktik und unterrichtspraktischer Leitfaden. Frommann-Holzboog, Stuttgart-Bad Cannstatt 1986, ISBN 3-7728-1150-7.
- Gisela Raupach-Strey: Sokratische Didaktik. Die didaktische Bedeutung der Sokratischen Methode in der Tradition von Leonard Nelson und Gustav Heckmann. Lit-Verlag, Hamburg 2002, ISBN 3-8258-6322-0.
- Johannes Rohbeck, Didaktik der Philosophie und Ethik. Thelem, Dresden 2008.
- Christian Thein: Verstehen und Urteilen im Philosophieunterricht. Opladen 2020, ISBN 978-3-8474-2340-9.

### Zeitschriften
Deutsch
- Zeitschrift für Didaktik der Philosophie und Ethik web
- Jahrbuch für Didaktik der Philosophie und Ethik web
- Ethik & Unterricht web
- Information Philosophie web

Englisch
- Teaching Philosophy web
- Journal of Didactics of Philosophy web
- APA Newsletter on Teaching Philosophy web
- Journal of Philosophy in Schools web

Französisch
- Diotime. Revue internationale de didactique de la philosophie web
- L'enseignement philosophique web
- Côté Philo. Journal de l'enseignement der la philosophie (2003–2012) web
- Pratiques de la philosophie (1993–2017) web

### Einführende Literatur zur Philosophie
Siehe Philosophie#Literatur

### Schulbücher, Lehrbücher, Textsammlungen
Schulbücher
- Zugänge zur Philosophie
- Philosophieren
- Vom Denken. Einführung in die Philosophie
- Kernbereiche der Philosophie
- Uta Eichler, Arne Moritz (Hrsg.): Ethik kompetenzorientiert unterrichten. Eine Konzeption für die Klassen 9/10 mit kopierbarem Unterrichtsmaterial. 2. Bände. Göttingen 2012/2016, ISBN 978-3-525-78002-2 und ISBN 978-3-525-78003-9.

Lehrbücher
- Jonas Pfister: Philosophie. Ein Lehrbuch. Reclam, Stuttgart 2006, ISBN 3-15-018433-9 (dialektisch aufgebaute Einführung: Position, Einwände, Erwiderungen).
- Nigel Warburton: Was können wir wissen, was dürfen wir tun? Einstieg in die Philosophie. Rowohlt, Reinbek 1998, ISBN 3-499-60378-0.
- Philipp Richter (Hrsg.): Professionell Ethik und Philosophie unterrichten. Ein Arbeitsbuch, Kohlhammer, Stuttgart 2016, ISBN 978-3-17-031141-1.
- Jay F. Rosenberg: Philosophieren. Ein Handbuch für Anfänger. Klostermann, Frankfurt am Main 2002, ISBN 3-465-01718-8 (für den Unterricht des philosophischen Schreibens, mit Übungen im Anhang).

Textsammlungen
- Herlinde Pauer-Studer u. a. (Hrsg.): Philosophie zum Lesen. Verlegergemeinschaft Neues Schulbuch, Wien 2005, ISBN 3-85338-272-X (umfangreiche und dennoch handliche Sammlung von Texten, für den Unterricht in Österreich konzipiert).
- Hubert Schleichert (Hrsg.): Von Platon bis Wittgenstein. Ein philosophisches Lesebuch. Beck, München 1999, ISBN 3-406-42145-8 (berücksichtigt auch die Östliche Philosophie).
- Ekkehard Martens (Einleitung und Kommentare): Ich denke, also bin Ich. Grundtexte der Philosophie. Beck, München 2003, ISBN 3-406-42164-4 (enthält Platons Höhlengleichnis und Kants „kategorischen Imperativ“).
- Jonas Pfister (Hrsg.): Klassische Texte der Philosophie. Ein Lesebuch. Reclam, Stuttgart 2011.

Nachschlagewerke
- Wulff Rehfus: Handwörterbuch Philosophie. UTB, 2008, ISBN 978-3-8252-8208-0.
- Stefan Jordan, Christian Nimtz (Hrsg.): Lexikon Philosophie. Reclam, 2009.
- Stefan Jordan u. a. (Hrsg.): Philosophenlexikon. Reclam, 2009.
- Der Brockhaus Philosophie. Brockhaus, 2008.